# Мокали (Перуђа)
Мокали је насеље у Италији у округу Перуђа, региону Умбрија.
Према процени из 2011. у насељу је живело 17 становника. Насеље се налази на надморској висини од 667 м.